# Bill Cosby Show
Bill Cosby Show (oryg. The Cosby Show) – sitcom autorstwa komika Billa Cosby’ego. Serial składa się z ośmiu sezonów, nakręcono 201 odcinków, każdy z nich trwa około 24 minut. Nadawany był od 20 września 1984 roku do 30 kwietnia 1992 roku. Przedstawia on afroamerykańską rodzinę Huxtable’ów zamieszkująca w Brooklynie w Nowym Jorku. Serial był hitem w latach 80. W Polsce emitowany był w latach 1991-1998  na TVP1, a później na antenie stacji Wizja Jeden, TV Niepokalanów Puls, Comedy Central i Comedy Central Family.

## Rodzina Huxtable’ów
Głową rodziny jest Heathcliff Huxtable, znany jako „Cliff”, który jest ginekologiem. Jego żona Clair Huxtable jest prawnikiem. Mają pięcioro dzieci cztery dziewczyny i chłopaka: Sondrę, Denise, Theodora (Theo), Vanessę i Rudith (Rudy). Z czasem rodzina się rozrasta, ponieważ Sondra wychodzi za Elvina i rodzi bliźniaki: Winnie i Nelsona, a Denise wychodzi za Martina i adoptuje Olivię. Do rodziny wprowadza się w siódmym sezonie (1990) kuzynka Pam. Choć celem Cliffa i Clair jest pozbycie się z domu jego pozostałych lokatorów, to nie za bardzo im to wychodzi i dlatego, gdy pozbędą się już któregoś, to zaraz znajdzie się ktoś, kto zajmie jego miejsce.

## Obsada
| Aktor                          | Odgrywana postać               | Liczba wystąpień w odcinkach serialu |
| ------------------------------ | ------------------------------ | ------------------------------------ |
| Bill Cosby                     | dr Heathcliff „Cliff” Huxtable | 200                                  |
| Phylicia Rashad                | Clair Olivia Hanks-Huxtable    | 195                                  |
| Sabrina LeBeauf                | Sondra Huxtable-Tibideaux      | 52                                   |
| Geoffrey Owens                 | Elvin Tibideaux                | 44                                   |
| Lisa Bonet                     | Denise Huxtable-Kendall        | 115                                  |
| Joseph C. Phillips             | Kpt. Martin Kendall            | 19                                   |
| Malcolm-Jamal Warner           | Theodore „Theo” Huxtable       | 178                                  |
| Tempestt Bledsoe               | Vanessa Huxtable               | 156                                  |
| Keshia Knight Pulliam          | Rudith „Rudy” Huxtable         | 177                                  |
| Raven-Symoné Christina Pearman | Olivia Kendall                 | 63                                   |
| Erika Alexander                | Pamela „Pam” Tucker            | 19                                   |

## Charakterystyka postaci
Heathcliff „Cliff” Huxtable – ginekolog, który ma żonę Clair i pięcioro dzieci. Ceni spokój, dla którego stara się pozbyć z domu dzieci. Jest osobą potrafiącą obrócić każdą sytuację w żart. Ma słabość do fast foodów, których jeść zabrania mu żona.
Clair Olivia Hanks-Huxtable – urocza żona Heathcliffa. Jest prawnikiem i partnerem w firmie adwokackiej. Tak jak mąż poszukuje spokoju w domu pełnym dzieci. Jest kobietą sukcesu, cechuje się ogromną determinacją.
Sondra Huxtable-Tibideaux – najstarsza córka Huxtable’ów. Studiowała prawo na uniwersytecie Princeton. Odnosiła duże sukcesy w nauce. Wyszła za Elvina Tibideaux. Razem z nim po powrocie z miesiąca miodowego postanowiła rzucić studia. Wspólnie z mężem otworzyli sklep ze sprzętem turystycznym. Po urodzeniu bliźniaków: Winnie i Nelsona postanowiła wrócić na studia. Na stałe postać Sondry weszła do serialu dopiero w drugim sezonie. W pierwszym wystąpiła gościnnie w kilku epizodach.
Elvin Tibideaux – mąż Sondry, z którą ma bliźniaki. Po ich ślubie postanawia rzucić medycynę i otworzyć sklep. Po urodzeniu się dzieci wraca na studia. Nie jest zbyt elokwentny, co skutkuje częstym zdenerwowaniem jego żony, bo powiedział coś niewłaściwego mając całkiem coś innego na myśli.
Denise Huxtable-Kendall – druga córka Huxtable’ów. Na początku serialu bardzo nieogarnięta. Nie wiedziała co chce robić w życiu. Gdy poszła na studia na uniwersytecie Hillmana studiowała przedmioty ogólne. Postanowiła rzucić studia. Pierwotnie była „stale niezatrudnialna”. Znalazła w końcu pracę przy badaniu Pigmejów w Afryce, gdzie wyjechała na rok. Wróciła jako mężatka z przybraną córką. Podczas opieki nad Olivią decyduje się zostać nauczycielką. Rozpoczyna studia na Medgar Evers College. Nie występuje podczas ósmego sezonu, gdyż popłynęła z Martinem na rejs po Azji. W ostatnim odcinku dzwoni i mówi, że jest w ciąży.
Martin Kendall – mąż Denise. Jest porucznikiem Marynarki Wojennej Stanów Zjednoczonych. Denise poznał w Afryce i po dwóch tygodniach znajomości wziął z nią ślub. Ma córkę Olivię z pierwszego małżeństwa (rozwiódł się). W ósmym sezonie nie występuje, ponieważ jest na rejsie w Azji. Z ostatniego odcinka można wywnioskować, iż ponownie zostanie ojcem.
Theodore „Theo” Huxtable – jedyny syn Huxtable’ów. Szkoła i nauka była jego piętą achillesową. Uwielbiał imprezować i spotykać się z dziewczynami. Jego stosunek do nauki zmienił się. Studia na N.Y.U. były najważniejsze. Jako pierwszy w rodzinie nie przerwał studiów (studiował na wydziale psychologii). W nauce pomogły mu badania, na których okazało się, że ma dysleksję.
Vanessa Huxtable – trzecia córka Huxtable’ów. Na początku serialu była typową nastolatką marzącą o chłopakach. Nie przysparzała wielu problemów. Była bardzo dobra uczennicą. Studia rozpoczęła na Lincoln University. Zaręczyła się z Dabnisem, ale zerwała zaręczyny. W ostatnim odcinku przyjeżdża z nim na absolutorium Theo; twierdzi że są przyjaciółmi, lecz zwraca się do niego „kochanie”.
Rudith „Rudy” Huxtable – najmłodsza córka Huxtable’ów. Początkowo traktowana jako ostoja dla rodziców – „złote dziecko”. Potem Rudy zaczyna dorastać i sprawia coraz więcej problemów. Ma odwiecznego przyjaciela Kenny’ego. Czasami dochodzi między nimi do napięć. W ósmym sezonie zaczyna spotykać się ze Stanleyem.
Olivia Kendall – córka Martina. Jej matka Paula zostawiła ich gdy miała rok. Jest spadkobierczynią posady Rudy – traktowana i rozpieszczana tak jak kiedyś ona. Jej przybraną matką jest Denise. Olivia mimo swojego wieku potrafi wiele osiągnąć poprzez lekką manipulację.
Pamela „Pam” Tucker – kuzynka Clair. Jest studentką na uniwersytecie Hillmana. Przeżywa rozterki nastolatki, takie jak aktywność seksualna czy dalsza nauka. Do Huxtable’ów wprowadziła się, gdyż jej matka musiała wyjechać do babci Pam w Kalifornii, która zachorowała. Życie dla niej to zabawa i spotkania z przyjaciółmi. Jej pogląd na świat zmienia się, gdy oblewa egzamin z fizyki.

## Czołówki serialu
Jako tematu serialu użyto utworu „Kiss me” autorstwa Billa Cosby’ego i Stu Gardnera. W pierwszych trzech sezonach utwór jest wykonywany przez instrumenty elektroniczne z towarzyszeniem saksofonu jako instrumentu prowadzącego. Ubiór aktorów w tych trzech czołówkach jest stylem lat 80. XX wieku (aktorzy często noszą swetry, co stało się symbolem osoby Billa Cosby’ego).

### Sezon pierwszy (1984-1985)
Czołówka tego sezonu jest jedyną podczas której aktorzy nie prezentują swojego tańca. Została ona nagrana w plenerze w Central Parku podczas zabaw, a następnie zmontowana ze zdjęć oraz przejść między nimi. W tej czołówce nie występuje Sabrina LeBeauf, ponieważ w tym sezonie występuje gościnnie w kilku epizodach. Na końcu widnieje twarz Billa Cosby’ego.

### Sezon drugi (1985-1986)
Jako miejsce do nakręcenia tej czołówki wybrano granatowo-szare pomieszczenie, w którym aktorzy prezentują swój taniec. Jest to pierwsza czołówka prezentująca taką formę w tym serialu. Do aktorów występujących wprowadzono Sabrinę LeBeauf, która od tego sezonu będzie już regularnie występować w serialu. Także w tej czołówce na końcu pojawia się twarz Billa Cosby’ego.

### Sezon trzeci (1986-1987)
Tę czołówkę także nakręcono w szarym pomieszczeniu. W muzyce można wyczuć klimaty latynoskie. Aktorzy występują w tym samym składzie, co w poprzednim sezonie. Na końcu Bill Cosby zwraca swoją twarz ku kamerze.

### Sezon czwarty (1987-1988)
W sezonie czwartym czołówkę wykonał Bobby McFerrin wraz z zespołem. Temat został wykonany a cappella bez żadnych instrumentów. Zamiast instrumentów perkusyjnych posłużono się charakterystycznym elementem muzyka – wydobyciem tych dźwięków poprzez uderzenia we własne ciało. Aktorzy występują w szarym pomieszczeniu ubrani w stroje wieczorowe (z wyjątkiem Tempestt Bledsoe, która ma na sobie błękitny uniform). Założeniem było przywołanie stylu lat 30 XX wieku. Pod koniec czołówki Bill Cosby przez krótki moment trzyma zdjęcie w ramie na którym widnieje Lisa Bonet, która nie występuje w tym sezonie. Jej postać została umieszczona w spin offie serialu pt: „A Different World”, którego akcja toczy się w fikcyjnym uniwersytet Hillmana. Na zakończenie Bill Cosby zdejmuje swój cylinder i zwraca twarz ku kamerze, jak w poprzednich sezonach.

### Sezon piąty (1988-1989)
Temat w sezonie piątym został wykonany przez Oregon Symphony. Muzyka jest bardzo urozmaicona w instrumenty. Jest to jedyna czołówka tego serialu, w której aktorzy tańczą razem. Choreografia jest bardzo urozmaicona. Aktorzy występują w krótkich spodenkach i koszulkach na ramiączkach, natomiast aktorki w sukienkach. W tle widnieje malowidło przedstawiające ogrodzenie, za którym znajduje się plaża z palmami i morze. Także w tym sezonie nie występuje stale Lisa Bonet. Z powodu ciąży występuje tylko w pierwszych pięciu odcinkach, po czym wyjeżdża do Afryki badać Pigmejów. Na zakończenie ręce aktorów zakrywają twarz Billa Cosby’ego, a następnie podnoszą je odkrywając jego twarz.

### Sezon szósty (1989-1990)
Muzyka w tej czołówce została wykonana przez Craig Handy. Jest utrzymana w stylu Post-bop. Do jej wykonania użyto saksofonu, fortepianu, organ, gitary basowej i tamburynu. W tle słychać też odgłosy publiczności. W sezonie szóstym za aktorami stoi ogromnie zdjęcie na którym przedstawiony jest gmach Apollo Theater znajdujący się w Nowym Jorku. W tej czołówce odeszło się od zasady, zgodnie z którą Bill Cosby tańczył z każdym aktorem. Od tej pory razem występują tylko aktorzy, którzy w serialu są małżeństwem z wyjątkiem nowo wprowadzonych aktorów, z którymi nadal tańczy Bill Cosby, np. Raven-Symoné Christina Pearman oraz Erika Alexander (Erikę Alexander wprowadzono do serialu dopiero w siódmym sezonie). Nowo wprowadzeni aktorzy mający partnerów z Billem Cosbym nie występowali, np: Joseph C. Phillips (jedyny przykład w tej sytuacji). Aktorzy są ubrani w stroje wieczorowe, lecz w przeciwieństwie do sezonu czwartego stroje te są w stylu z przełomu lat 80 i 90. Do serialu w tym sezonie powróciła Lisa Bonet, której postać powróciła z Afryki zamężna z przybraną córką. Na końcu czołówki odeszło się od zwyczaju pokazywania twarzy Billa Cosby’ego, teraz wypowiada on następujące słowa podchodząc w stronę zdjęcia: „This is the best elevator music I've ever heard!”.

### Sezon siódmy (1990-1991)
Oryginalną czołówką tego sezonu miała być muzyka wykonana przez Lestera Bowiego wykonana przez trąbki, instrumenty perkusyjne i bas w stylu jazzowym w połączeniu z tańcami w stylu hip-hopowym. W tle znajduje się mural pt: „The Street of Dream"(ulica marzeń), o który było wiele hałasu. Oryginalny został wykorzystany w czołówce i został namalowany przez dzieci z Creative Arts Workshop w Harlemie. Producenci nie byli przychylni temu pomysłowi, bo po porozumieniu z prawnikiem dowiedzieli się, że musieliby uzyskać zgodę wszystkich 63 artystów, więc opracowali własny mural, który zawierał wiele podobnych elementów. Właściciele dzieła zagrozili, że upublicznią wykorzystywanie dzieci przez wytwórnię. Wytwórnia Carsey-Werner próbowała negocjować z Creative Arts Workshop, lecz Bill Cosby postanowił zamienić tę czołówkę, która ukazała się tylko w pierwszych czterech epizodach sezonu, na czołówkę z poprzedniego. Ponieważ w sezonie siódmym wprowadzono postać Pam Tucker, która nie występowała w czołówce z sezonu szóstego w miejscu, gdzie pod koniec widniały nazwiska producentów, którzy po szóstym sezonie odeszli dodano napis „ERIKA ALEXANDER as Pam” (Erika Alexander jako Pam). W końcowej sekwencji oryginalnej czołówki tego sezonu Bill Cosby odwraca się twarzą do muralu i wypowiada słowa: YO! Chill out! DON'T put your face in the MUD, pal-ee (pol. „Siema! Wyluzuj! NIE nurzaj twarzy w BŁOCIE, ziomm-”).

### Sezon ósmy (1991-1992)
Jako czołówkę w sezonie ósmym wykorzystano pierwszą czołówkę z sezonu siódmego. Jest ona krótsza od tamtej (w tym sezonie nie występują Lisa Bonet i Joseph C. Phillips). Zostały zmienione zbliżenia kamery do aktorów, te które były w sezonie siódmym zamieniono na inne. Czołówka ta występuje w pierwszych 23 epizodach sezonu, w dwóch ostatnich (odcinek podwójny, ostatni) wykorzystano czołówkę która zawiera fragmenty z poprzednich (z wyjątkiem pierwszej). W tym sezonie przywrócono starą zasadę, zgodnie z którą Bill Cosby obraca twarz do kamery.

## Albumy muzyczne
W latach 1986-1987 zostały wydane dwa albumy zawierające temat z czołówki i podkłady serialu. Utwory zostały napisane przez Billa Cosby’ego i Stu Gardnera:
- A House Full of Love: Music from The Cosby Show (1986)
- Total Happiness (Music from the Bill Cosby Show, Vol. II) (1987)

## Wydanie DVD
| Tytuł DVD                              | Liczba odcinków | Data wydania      | Data wydania         | Data wydania        |
| Tytuł DVD                              | Liczba odcinków | Region 1          | Region 2             | Region 4            |
| -------------------------------------- | --------------- | ----------------- | -------------------- | ------------------- |
| Sezon 1                                | 24              | 2 sierpnia 2005   | 19 maja 2008         | 4 października 2006 |
| Sezon 2                                | 25              | 7 marca 2006      | 25 sierpnia 2008     | 7 stycznia 2007     |
| Sezon 3                                | 25              | 5 czerwca 2007    | 13 października 2008 | 4 kwietnia 2007     |
| Sezon 4                                | 24              | 5 czerwca 2007    | 9 stycznia 2009      | 7 listopada 2007    |
| Sezon 5                                | 25              | 6 listopada 2007  |                      | 5 marca 2008        |
| Sezon 6                                | 25              | 6 listopada 2007  |                      | 9 czerwca 2008      |
| Sezon 7                                | 26              | 8 kwietnia 2008   |                      |                     |
| Sezon 8                                | 24              | 8 kwietnia 2008   |                      |                     |
| 25th Anniversary Commemorative Edition | 201             | 11 listopada 2008 |                      |                     |